# Franck Linol
Œuvres principales
Les enquêtes de l'inspecteur Dumontel
Franck Linol, né le  27 décembre 1950 à Limoges, est un écrivain français.

## Biographie
Son père était instituteur et sa mère artiste peintre et émailleur. Il a passé son enfance dans la campagne du Haut-Limousin – Val d’Issoire – aux portes des Monts de Blond. Professeur agrégé d’EPS, il termine sa carrière à l’université de Limoges.
Se réclamant de l’école du polar nordique (Henning Mankell), il publie en 2010 son premier roman policier La cinquième victime, la première des enquêtes de l'inspecteur Dumontel,,.

## Publications

### Série desEnquêtes de l’inspecteur Dumontel
- La Cinquième victime, La Geste coll. "Le geste noir", 2010 - (en) trad. Jim Fisher, The fifth victim, P.F.B, 2018 - J'ai lu, 2022[2],[3].
- Rendez-vous avec le tueur, La Geste coll. "Le geste noir", 2011 - J'ai lu, 2023[4].
- La Morsure du silence, La Geste coll. "Le geste noir", 2012
- Lune de miel à la morgue, La Geste coll. "Le geste noir", 2013
- Le Vol de l’ange, La Geste coll. "Le geste noir", 2013
- Matin de cendre, La Geste coll. "Le geste noir", 2014
- La Onzième carcasse, La Geste coll. "Le geste noir", 2015
- Yellow Cake, La Geste coll. "Le geste noir", 2016[5],[6]
- Le Souffle de la mandragore, La Geste coll. "Le geste noir", 2017
- Le Crime de la tour K, La Geste coll. "Le geste noir", 2018
- Dernier Rêve avant la mort, La Geste coll. "Moissons Noires", 2018
- La Jeunesse de l’inspecteur Dumontel, postface de Gérard Gonfroy, illustrations de Lionel Londeix. La Geste coll. "Le geste noir", 2019
- Quitter ce monde, La Geste coll. "Moissons Noires", 2021[7]
- Tout va bien, darling !, La Geste coll. "Moissons Noires", 2023[8]
- L’Œil du diable rouge, La Geste coll. "Moissons Noires", 2024[9]

### Roman noir
Carole, je vais te tuer, La Geste coll. "Le geste noir"; 2012

### "Quatre mains" avec Joël Nivard
- La Route des mortes, La Geste coll. "Le geste noir", 2020
- Mourir au soleil, La Geste coll. "Moissons Noires", 2022
- Meurtres en Corrèze, La Geste coll. "Le geste noir", 2023

### Beaux-livres
- Le Limousin photographié du ciel, en collaboration avec Francis Gardeur, La Geste, 2011
- Oradour, le dernier tram, en collaboration avec Hélène Delarbre, préface de Guy Perlier. Témoignage de Camille Senon qui échappa au massacre d'Oradour-sur-Glane. Métive, 2014
- Deux Flics aux p’tits oignons, en collaboration avec Joël Nivard et Patrick Granger, La geste, 2021

### Jeunesse
- Je découvre le Limousin, en collaboration avec Luc Turlan, 2014
- L’Enfant et la Nuit, illustrations de Céline Cristini. Éditions Henry, 2017

### Ouvrage collectif
- Noir-express, Le bruit des autres, 2014

Recueil de nouvelles écrites par Michel Baglin, Franck Bouysse, Pierre Frémont, Franck Linol, Joël Nivard, Raphaëlle Thonon, Serge Vacher, Christian Viguié, Marie Wilhelm.
- 7 - Le Cercle Noir, recueils de nouvelles de sept auteurs de La Geste.
  - 7 - Le cercle Noir - Opus 1, 2015 : Yves Aubard, Jean-Louis Boudrie, Franck Bouysse, Christian Laîné, Franck Linol, Joël Nivard, Franck Villemaud.
  - 7 - Le cercle Noir - Opus 2, 2017 : Yves Aubard, Jean-Louis Boudrie, Laurence Jardy, Christian Laîné, Franck Linol, Joël Nivard, Franck Villemaud.
  - 7 - Le cercle Noir - Opus 3, 2019 : Yves Aubard, Jean-Louis Boudrie, François Clapeau, Laurence Jardy, Franck Linol, Joël Nivard, Franck Villemaud.

- Terminus - La gare en noir, La Geste, 2017.

Textes de Laurence Jardy, Laurine Lavieille, Franck Linol, Joël Nivard, Franck Villemaud. Illustrations de Lionel Londeix. Photographies de Radouan Aounzou.
- Limoges Nocturnes - Hommage à Joël Nivard[10], La Geste, 2024

Recueil de nouvelles écrites par Yves Aubard, Jean-Louis Boudrie, Laurent Bourdelas, Franck Bouysse, François Clapeau, Philippe Grandcoing, Patrick Granger, Martine Janicot Demaison, Laurine Lavieille, Franck Linol, Julia Malinvaud, François Tacot, Fabrice Varieras, Christian Viguié.

### Biographie
Jean-Marc Lajudie, Une vie tambour battant. Préface de Georges Paczynski. Les Monédières, 2021

### Roman-feuilleton
La Grande Maison grise. Dessins de Lionel Londeix. Roman-feuilleton en 9 épisodes. Magazine Pays du Limousin, 2018